# Breakfast in America (album)
|  | For sangen på albummet, se Breakfast in America (sang) |
Breakfast In America er det 6. album fra bandet Supertramp. Det blev udsendt i 1979.